# Ясеновецька сільська рада (Рожнятівський район)
| Ясеновецька сільська рада — орган місцевого самоврядування у Рожнятівському районі Івано-Франківської області з адміністративним центром у с. Ясеновець. Утворена 15 липня 1993 року. Увійшла 16.05.2019 в Дубівську ОТГ. Сільській раді підпорядковані населені пункти: - с. Ясеновець - с. Іванівка |

## Склад ради
Рада складається з 16 депутатів та голови.

### Керівний склад ради
| ПІБ                       | Основні відомості                                                             | Дата обрання | Дата звільнення |
| ------------------------- | ----------------------------------------------------------------------------- | ------------ | --------------- |
| Кіндрат Микола Михайлович | Сільський голова, 1961 року народження, освіта, безпартійний                  | 26.03.2006   | 31.10.2010      |
| Кіндрат Микола Михайлович | Сільський голова, 1961 року народження, освіта вища, член партії Єдиний Центр | 31.10.2010   | 11.12.2011      |
| Пасічник Ігор Васильович  | Сільський голова, 1963 року народження, освіта незакінчена вища, безпартійний | 11.12.2011   |                 |

Примітка: таблиця складена за даними джерела